# ピース (ホッキョクグマ)
ピース(1999年12月2日 - )は、愛媛県の愛媛県立とべ動物園で生まれ日本で初めて人工哺育に成功したメスのホッキョクグマである。NHKをはじめ、各局のテレビ番組で全国的にその成長ぶりが放映されたことで有名になり、現在でもとべ動物園で一番の人気と知名度を持つ。

## 概要
性別はメス。1999年12月2日、とべ動物園で誕生、出生時の体重は680g。
父熊は道後動物園からとべ動物園の移転に合わせ、1988年に3歳でハンガリーから来日した「パール」。母熊は1990年にデンマークに生まれスイスで育って7歳で来日した「バリーバ」。同時にもう1頭が生まれたが、バリーバから噛み傷を負いすぐに死亡した。ピースは無事だったものの、バリーバは初出産のため混乱、その後、気が荒くなり育児を放棄した。その後ピースは保育器に入れられるが、とべ動物園飼育員の高市敦広の強い要望もあり、人工哺育が開始される。
当時のホッキョクグマの人工哺育の国内生存記録は104日間であり、このことから人工哺育は難しいとされていた。当初は園内で勤務時間内のみの哺育であったが、高市はこれでは不十分と考え、ピースを自宅へ連れ帰り24時間体制で哺育に当たった。この際、高市は15分以上はピースの元を離れないように注意し、彼の妻や子も協力している。その後、ピースは人工哺育記録を更新。体重が15㎏を超え、移動や住宅での飼育が困難になったことから、109日令から夜間もクマ舎での飼育に切り替えた。155日令で完全に離乳し生後10か月の2000年10月には73.2kg、3年後に体重は100㎏以上の成獣へと成長した。現在でも高市に対しては親と認識し近づいてくる。
3歳からてんかんを発症、7歳で臍ヘルニアの手術など既往があるが、その後もとべ動物園で人気を集め、2009年12月の10歳の誕生会では園に500人が集まった。2025年現在は25歳となり、人工哺育の生存記録を更新中である
。

## TV番組
- 『にんげんドキュメント・ピース5歳　～日本初ホッキョクグマ哺育物語～』NHK　2005年1月放送[1]、 2024年5月24日「時をかけるテレビ 今こそ見たい!この1本」で再放送[12]
- ハイビジョン特集『白くまピース　～日本初・人工哺育の全記録～』NHK　2005年10月放送[13]
- 『ピース　まもなく10歳』NHK　2009年11月放送[13]
- 『しろくまピース20歳〜家族と歩んだ"いのち"の軌跡〜』NHK　2020年1月放送[14]
- 『しろくまピース 命をめぐる25年の物語』2025年　NHK[15]

## DVD
- 『白くまピース ～日本初・人工哺育の全記録～』（2006年3月、ビクターエンタテインメント）

## 本
- 高市敦広、平野敦子『人に育てられたシロクマ・ピース』学習研究社、2004年10月。ISBN 9784054025271。
- 高市敦広、平野敦子『大好き! シロクマ・ピース』学習研究社、2005年8月。ISBN 9784054028661。
- 大西伝一郎『がんばれ!しろくまピース―人工飼育でそだったホッキョクグマの赤ちゃん』文溪堂、2003年5月。ISBN 9784894233584。
- 大西伝一郎『写真絵本 しろくまピース』文溪堂、2003年12月。ISBN 9784894233843。
- 「白くまピースと高市敦広」『科学感動物語 5 動物』学研、2013年2月。ISBN 9784055009751。
- 愛媛県立とべ動物園『しろくまピース10年のおもいで』創風社出版、2009年12月。ISBN 9784860371357。
- 愛媛県立とべ動物園『Polar Bear PEACE 20 : しろくまピース、20歳になりました』創風社出版、2019年12月。ISBN 9784860372859。